# Volker Kottenhahn
Volker Kottenhahn ist ein deutscher Jazzpianist.
Kottenhahn studierte bis 1994 Jazz an der Hochschule der Künste Berlin bei David Friedman, Jerry Granelli, Aki Takase und Walter Norris. 1990 gehörte er zu den Gründern der Gruppe Out of Print mit dem Bassisten Dirk Strakhof und dem Schlagzeuger Johannes Bockholt, die zunächst die Sängerin Céline Rudolph begleitete. Die Gruppe erhielt 1992 den Ersten Preis beim bundesweiten Jazznachwuchswettbewerb in Leipzig, veröffentlichte 1994 ihr erstes Album, tourte u. a. durch Rumänien und Südafrika und hatte Rundfunkproduktionen beim WDR, NDR, MDR und ORB.
1994 erhielt Kottenhahn den Studiopreis des Senats von Berlin mit der Formation Welcome to the Maze, mit der er im Folgejahr das gleichnamige Album veröffentlichte. 1997 studierte er als Stipendiat des Senats von Berlin bei Richie Beirach, Kenny Werner und Ron McClure in New York. Im gleichen Jahr gründete er eine eigene Band mit Britta-Ann Flechsenhar, Jerry Granelli und Carlos Bica. Kottenhahn unterrichtet Jazzklavier an der Universität der Künste Berlin.

## Diskographie (Auswahl)
- Céline Rudolph & Out of Print: Paintings, 1994
- Welcome to the Maze, 1995
- Céline Rudolph & Out of Print: Book of Travels, 1996
- Céline Rudolph & Out of Print: Fishland Canyon, 1999
- Out of Print: Anthem for a Private Country, 2004
- Out of Print: Dancing in the Brain, mit Dirk Strakhof und Johannes Bockholt, 2015